# ديلان أنتوني
ديلان أنتوني (بالإنجليزية: Dylan Cash)‏ هو ممثل أمريكي، ولد في 30 نوفمبر 1994 بلوس أنجلوس في الولايات المتحدة.

## وصلات خارجية
- ديلان أنتوني على موقع IMDb (الإنجليزية)
- ديلان أنتوني على موقع أول موفي (الإنجليزية)
- ديلان أنتوني على موقع قاعدة بيانات الفيلم (الإنجليزية)
- ديلان أنتوني على موقع كينوبويسك (الروسية)